# بندر سیراف
بندر سیراف شهری تاریخی و بندری در شهرستان کنگان استان بوشهر در جنوب ایران و حاشیه خلیج فارس است.

## پیشینه
در زمان تجارت جاده ابریشم این بندر نقش به سزایی در تجارت بین‌المللی داشته‌است. سیراف در گذشته از شهرهای یهودی نشین ایران بوده‌است.
اورل اشتاین در کتاب بررسیهای تاریخی در شمال غربی هندوستان در سال ۱۹۳۷ نیز این روایت را تأیید می‌کند. لویی وایدربرگ باستان‌شناس فرانسوی بندر سیراف را شهری کاملاً یهودی می‌داند که کار ساکنانش تجارت ابریشم بوده‌است.

در کتاب حدود العالم (۳۲۷ هجری) نوشته شده‌است که: 
سیراف شهری بزرگ و گرم است و هوایی درست دارد و جای بازرگانی است و بارگاه پارس است
.
اصطخری دربارهٔ سیراف می‌گوید که: 
در پارس فرضه بزرگ آن است شهری بزرگ از اعیان پارس و در آنجا کشت و کشاورزی نباشد
. ابن حوقل می‌نویسد که: 
از بزرگ‌ترین شهرهای اردشیر خوره سیراف است که شهر پرجمعیتی است و مردم آن پول‌های گزاف در ساختن بناها صرف می‌کنند
 یاقوت حموی وجه تسمیه سیراف را از شیر و آب می‌داند که به گفته یاقوت محل وقوع افسانه کیکاوس سیراف بوده‌است. در اینجا بوده‌است که این شهریار به هنگام کوشش برای عروج به آسمان باز به سوی زمین بازگشت. چون شیر و آب طلب کرد این شهر بدان نامیده شد. سیراف مرکز مهم تجارت دریایی بود که کالاهای مورد نیاز خاورمیانه را از طریق هندوستان، چین، جنوب شرقی آسیا و شرق آفریقا تأمین می‌کرد و دریانوردان آن از یک طرف تا سواحل جنوبی عربستان و سواحل شرقی آفریقا، و از طرف دیگر تا سواحل هندوستان، چین جزایر اقیانوس آرام و حتی تا جزایر ژاپن ارتباط برقرار می‌کردند؛ و نقش واسطه راه آبی ابریشم را به غرب داشتهاست. بندر سیراف به واسطه توجه پادشاهان ساسانی به خلیج فارس و بنادر آن، در حدود سده سوم میلادی پدید آمد. اردشیر بابکان مؤسس سلسله ساسانی با هدف گسترش بازرگانی در خلیج فارس و مناطق مجاور و تأمین امنیت پس کرانه‌های ایالت فارس به بنا یا تجدید بنای یازده شهر که عمدتاً در سواحل جنوبی ایران و مناطق شمالی خلیج فارس بودند دست زد که یکی از آن‌ها بندر سیراف بود. سیراف در مرکز سواحل شمالی همدوش با بندر ابله در انتهای سواحل در تجارت خلیج فارس، راه ابریشم یا راه ادویه را با هند و چین پدیدآورده بودند که کالاها و محصولات ملل حوزه خلیج فارس و مهم‌تر از همه ایران و عراق را به هند و چین حمل می‌کردند و در برگشت، کالاها و محصولات شرق دور را که از همه معروفتر ابریشم بود، به سیراف، ابله و سرزمین‌های حوزه خلیج فارس می‌رساندند. از مهم‌ترین شاهراه‌های تجاری سیراف، راهی بود که از راه اقیانوس هند، سیراف را به چین مربوط می‌کرد. سلیمان سیرافی که خود به چین سفر کرده بود، می‌نویسد که کالاها از بصره و عمان و دیگر نقاط به سیراف فرستاده می‌شد، و این به علت وضعیت مساعد بندر سیراف، کم عمقی آب در برخی از جاهای این دریا، کالاها بر کشتی‌های چینی بارگیری می‌شدند صادرات سیراف شامل اقلام کالایی است که از راه دریا به آنجا وارد شده‌است: عود، عنبر، جواهر، مروارید، صندل و همچنین مواد خوشبوی دیگر. سیراف زمینه مصرف این کالاها را در فارس و تمام دنیا تأمین می‌کند و بندری است که این اجناس در آنجا بارگیری می‌شود. اهالی سیراف ثروتمندترین مردم فارس شمرده می‌شوند، بعضی از آن‌ها دارای سرمایه‌های شصت میلیون درهمی هستند که همه از راه تجارت دریایی کسب کرده‌اند. در شهرهای ساحلی و در سراسر دریا مردم سیراف شان خاصی دارند.

### سیراف درشاهنامه فردوسی[۱۴]

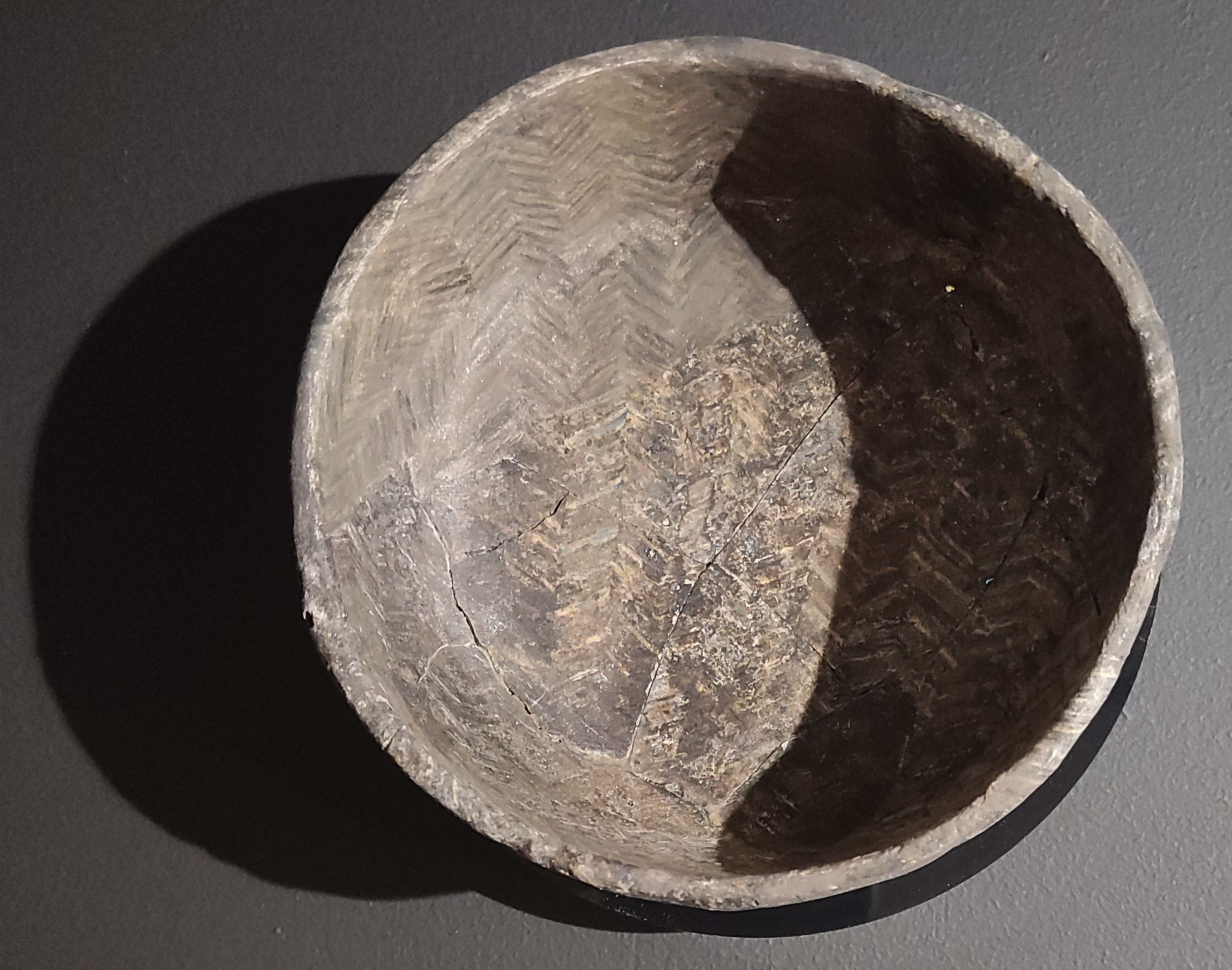
پیاله شیشه‌ای مربوط به سده‌های اولیه اسلام کشف شده در سیراف. این پیاله در موزه ملی ایران به شماره ۲۲۹۴۶ نگه داری می‌شود.

در شاهنامه فردوسی از بندر سیراف یاد شده‌است، وَسْتای یزدان‌پرست پهلوان دوره هرمزد پسر انوشیروان را از این شهر می‌داند.
زمانی که خسروپرویز از دست و هرمزد پسر انوشیروان فرار می‌کند گروهی از بزرگان به یاری خسرو پرویز می‌شتابند و او را شاه ایران می‌خوانند. که وستای از شهر سیراف از این جمله بود.
| ز سیراف وستای یزدان‌پرست   |  | ز عمان چو خَنْجَست چون پیل مست    |
| ز کرمان چو بیورد گردِ سوار |  | ز شیراز چون سامِ اسپندیار       |
| یکایک به خسرو نهادند روی  |  | سپاه و سپهبد همه شاه‌جوی        |
| همی‌گفت هرکس که‌ای پور شاه  |  | تو را زیبد این تاج و تخت وکلاه |

## موقعیت جغرافیایی
این بندر مابین بندر کنگان و بندر عسلویه در کرانه خلیج سیراف واقع شده‌است و دارای معماری خاصی می‌باشد. این بندر بین دریا و کوه قرار گرفته و تنها دارای یک خیابان است. در بعضی جاها فاصله کوه تا دریا به ۳۰ متر هم نمی‌رسد به همین دلیل برخی خانه‌های مردم روی کوه بنا شده‌است.
از آثار تاریخی آن می‌شود به قلعه نصوری و آثار باستانی بنای مسجد جامع (که بر روی پی یک عمارت ساسانی ساخته شده)، بازار باستانی سیراف و گور دخمه‌ها و سیستم آبرسانی دوره ساسانی اشاره کرد.

## جمعیت
بر پایه سرشماری عمومی نفوس و مسکن در سال ۱۳۹۵ جمعیت این شهر ۶٬۹۹۲ نفر (۱٬۹۴۹ خانوار) بوده‌است.